# سریدین
سریدین (انگلیسی: Ceridian) شرکت نرم‌افزار آمریکایی است، که در سال ۱۹۹۲ تأسیس شد.
سرسدین، یک شرکت نرم‌افزاری و خدمات منابع انسانی آمریکایی است. این شرکت سهامی عام در بورس اوراق بهادار نیویورک و بورس اوراق بهادار تورنتو معامله می‌شود.
دی‌فورس همچنین نام پلتفرم ابری مدیریت سرمایه انسانی این شرکت است که مجموعه کاملی از نرم‌افزارهای مدیریت سرمایه انسانی، از جمله حقوق و دستمزد، ثبت مالیات، مزایا، منابع انسانی، اطلاعات استعدادها، مدیریت نیروی کار و فناوری استخدام را پوشش می‌دهد.